# Деббі Раян
Дебора Енн Раян (англ. Deborah Ann Ryan; нар. 13 травня 1993 року) — американська акторка та співачка.

## Біографія

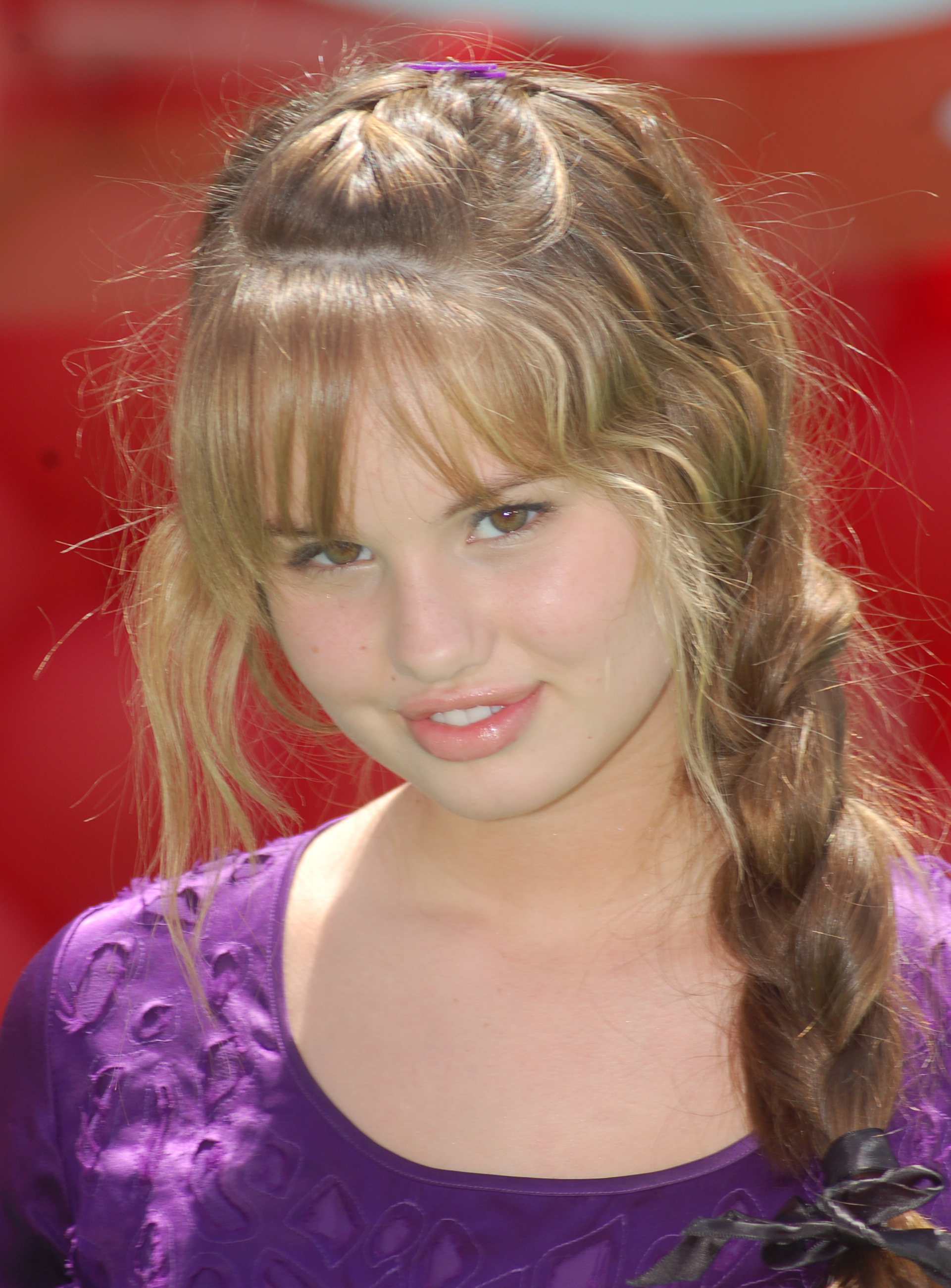
На прем'єрі стрічки Вперед і вгору у 2009 році.

Народилася 13 травня 1993 в Гантсвіллі, Алабама. Її батько був військовим, тому вони часто подорожували Європою. Вона проживала у Німеччині, допоки їй не виповнилося 10 років, Може розмовляти як англійською, так і німецькою мовами. Вона повернулася до США у 2003 році та зростала у Техасі. У 2009 році в інтерв'ю часописові People вона розповіла, що була «заучкою» в школі . У середній школі її цькували, бо вона була талісманом та членом шахового клубу. 
Почала грати у професіональному театрі у віці 7 років. У 2008 грала Едіт у фільмі Аутсайдери. З 2008 до 2011 року грала Бейлі Пікет в американському ситкомі Розкішне життя на палубі. В 2010 вона зіграла роль у фільмі 16 бажань, який зібрав найбільшу кількість переглядів серед кабельних програм в день прем'єри на каналі Disney Channel.
У 2011—2015 Грала няню в оригінальному телесеріалі Джессі від Disney Channel; вона також виступила режисером одного з епізодів серіалу, що вийшов у ефір 15 травня 2015 року. Також вона знімалася у фільмі Радіо-бунтарка 2012 року від Disney Channel.
У 2013 Сформувала гурт під назвою The Never Ending.
У червні 2017 року Райан оголосила через свій акаунт в Instagram, що Netflix замовив серіал «Ненаситні», після того, як раніше його замовив канал The CW. Прем'єра першого сезону відбулася 10 серпня 2018 року. 14 лютого 2020 року серіал було закрито після двох сезонів.
У 2020 році Райан знялася разом з Елісон Брі в драматичному фільмі Netflix «Дівчина-кінь», режисером якого став Джефф Баена. Того ж року Райан отримала роль у трилері Netflix «Нічні зуби» режисера Адама Рендалла. Вона також з'явилася у фільмі «Акт відкриття» режисера Стіва Бірна.
У 2022 році Райан приєдналася до Елісон Брі в іншому фільмі під назвою «Закрути мене», а потім з'явилася в чотирьох епізодах серіалу «Курорт» того ж року.

У 2023 році Райан з'явився у фільмі «Недоліки», драмі про азійсько-американські стосунки режисера Рендалла Парка.

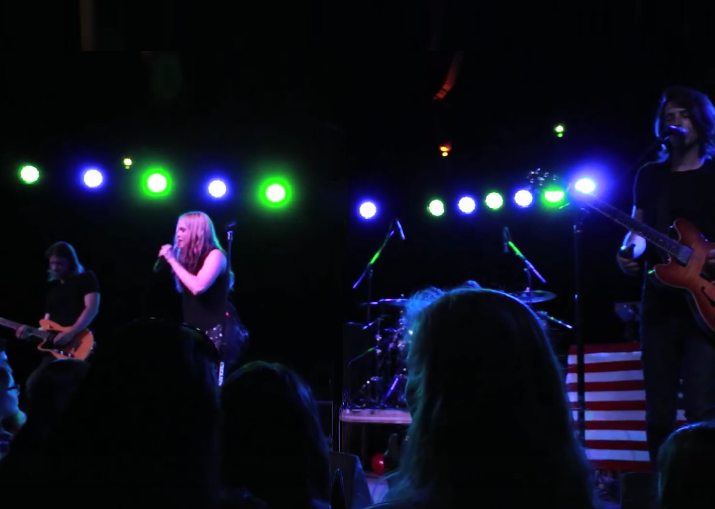
Живий виступ із гуртом The Never Ending у 2014 році.

## Особисте життя
Раян — християнка. Вона грає на багатьох інструментах, зокрема на гітарі та піаніно. Деббі Раян має стосунки із барабанщиком гурту Twenty One Pilots Джошем Даном з травня 2013.
У квітні 2016 року Раян була заарештована за водіння у нетверезому стані. .

## Фільмографія
| Рік       | Назва                                       | Роль                  | Нотатки                                              |
| --------- | ------------------------------------------- | --------------------- | ---------------------------------------------------- |
| 2006      | Барні і його друзі                          | Деббі                 | Постійна роль (10 сезон)                             |
| 2008      | Jonas Brothers: Living the Dream            | Грає саму себе        | Епізод: «Hello Hollywood»                            |
| 2008–11   | Розкішне життя на палубі                    | Бейлі Пікет           | Головна роль; 62 епізоди                             |
| 2009      | Чарівники з Вейверлі                        | Бейлі Пікет           | Епізод: «Cast Away (To Another Show)»                |
| 2009      | Ханна Монтана                               | Бейлі Пікет           | Епізод: «Super(stitious) Girl»                       |
| 2010      | 16 бажань                                   | Abigail «Abby» Jensen | Телевізійний фільм                                   |
| 2011      | The Suite Life Movie                        | Бейлі Пікет           | Телевізійний фільм                                   |
| 2011      | R. L. Stine's The Haunting Hour: The Series | Stefani Howard        | Епізод: «Wrong Number»                               |
| 2011      | PrankStars                                  | Грає саму себе        | Епізод: «Something to Chew On»                       |
| 2011      | Приватна практика                           | Hayley                | Епізод: «The Breaking Point»                         |
| 2011–15   | Джессі                                      | Jessie Prescott       | Головна роль; 98 епізодів                            |
| 2012      | Zeke and Luther                             | Courtney Mills        | Епізод: «There's No Business Like Bro Business»      |
| 2012      | The Glades                                  | Christa Johnson       | Епізод: «Fountain of Youth»                          |
| 2012      | Радіо-бунтарка                              | Тара Адамс            | Телевізійний фільм                                   |
| 2012      | Austin & Ally                               | Jessie Prescott       | Епізод: «Austin & Jessie & Ally All Star New Year»   |
| 2013      | We Day                                      | Host                  | Сьоме видання                                        |
| 2013      | Щасти, Чарлі!                               | Джессі Прескот        | Епізод: «Good Luck Jessie: NYC Christmas»            |
| 2013      | Kristin's Christmas Past                    | Гедді                 | Телевізійний фільм                                   |
| 2014      | Mighty Med                                  | Jade / Remix          | Епізод: «Guitar Superhero»                           |
| 2014      | Ultimate Spider-Man                         | Jessie Prescott       | Озвучування; епізод: «Halloween Night at the Museum» |
| 2014      | Fashion Police                              | Guest mentor          | Епізод: «Debby Ryan and Jamie Chung»                 |
| 2015      | Girl Meets World                            | Обрі                  | Епізод: «Girl Meets Demolition»                      |
| 2015      | Goldie & Bear                               | Thumbelina            | Озвучування; епізод: «Thumbulina's Wild Ride»        |
| 2015–16   | The Mysteries of Laura                      | Люсі Жаймонд          | Постійна роль (2 сезон)                              |
| 2016      | Sing It!                                    | Holli Holiday         | Головна роль; 10 епізодів                            |
| 2017      | Daytime Divas                               | Медді Фінн            | Епізоди: «Lunch Is on Us» and «Shut It Down»         |
| 2018-2019 | Insatiable                                  | Петті                 | Головна роль                                         |

| Year | Title                       | Role                  | Notes       |
| ---- | --------------------------- | --------------------- | ----------- |
| 2007 | Барні і його друзі          | Дівчинка-підліток     |             |
| 2008 | The Longshots               | Edith Smith           |             |
| 2010 | What If…                    | Кімберлі «Кім» Волкер |             |
| 2011 | Зникла Меган                | Рене Рабаґо           |             |
| 2012 | Феї: Таємниця магічних крил | Спайк                 | Озвучування |
| 2014 | Muppets Most Wanted         | Савана                |             |
| 2017 | Rip Tide                    | Кора                  |             |
| 2017 | Cover Versions              | Maple                 |             |
| 2017 | Grace                       | Ніколь                |             |
| 2018 | Душа компанії               | Дженніфер             |             |
| 2021 | Ікла ночі                   | Блер                  |             |

## Дискографія

### Сингли
| Назва                                                   | Рік  | Найвища позиція у чарті | Альбом         |
| Назва                                                   | Рік  | SK                      | Альбом         |
| ------------------------------------------------------- | ---- | ----------------------- | -------------- |
| «We Ended Right» (разом з Чедом Гівлі та Чейзом Раяном) | 2011 | 147                     | Радіо-бунтарка |

### Рекламні сингли
| Пісня             | РІк  | Альбом           |
| ----------------- | ---- | ---------------- |
| «Made Of Matches» | 2011 | Non-album single |
| «We Got the Beat» | 2012 | Радіо-бунтарка   |

### Інше
| Пісня                        | Рік  | Інші артисти | Альбом                            |
| ---------------------------- | ---- | ------------ | --------------------------------- |
| «Hakuna Matata»              | 2010 | Н/Д          | Disneymania 7                     |
| «A Wish Comes True Everyday» | 2010 | Н/Д          | 16 Wishes                         |
| «Open Eyes»                  | 2010 | Н/Д          | 16 Wishes                         |
| «Hey, Jessie»                | 2012 | Н/Д          | Make Your Mark: Ultimate Playlist |
| «Deck the Halls»             | 2012 | Н/Д          | Disney Channel Holiday Playlist   |
| «Favorite Time of Year»      | 2013 | Н/Д          | Holidays Unwrapped                |
| «Face 2 Face»                | 2013 | Рос Лінч     | Austin & Ally: Turn It Up         |
| «Best Year»                  | 2014 | Н/Д          | Disney Channel: Play It Loud      |

### Кліпи
| Пісня                         | Рік  | Режисер      | Нотатки                |
| ----------------------------- | ---- | ------------ | ---------------------- |
| «A Wish Comes True Every Day» | 2010 | Пітер ДеЛюз  |                        |
| «Open Eyes»                   | 2010 | Пітер ДеЛюз  |                        |
| «Deck the Halls»              | 2010 | Н/Д          |                        |
| «Made of Matches»             | 2011 | Ніл Фірнлі   |                        |
| «We Got the Beat»             | 2012 | Пітер Говіт  |                        |
| «Ever Enough»                 | 2013 | Марк Стаубач | A Rocket To The Moon's |